# Храм на Зевс (Олимпия)
Вижте пояснителната страница за други значения на Храм на Зевс.
Храмът на Зевс в Олимпия е един от най-почитаните храмове в Древна Гърция, първият образец на дорийски стил. Посветен на олимпийския бог Зевс, той е в центъра на архитектурния ансамбъл на светилището на Зевс. Сградата се счита за едно от големите постижения в развитието на дорийския периптер:с. 31.

## История
Първият храм, посветен на местни и панелински божества, е издигнат на мястото още в края на микенския период. През X - IX век пр. Хр. бил построен Алтис – оградена със стена свещена гора с олтара на Зевс и хълма на Пелопс.
Класическият храм на Зевс бил започнат по време на 52 олимпиада от елееца Либон, но е завършен едва към 85 – 86 олимпиада от Фидий, тоест между 472 и 456 г. пр. Хр.
През 406 г. император Теодосий заповядва да бъдат разрушени всички езически храмове и съоръжения, включително тези в Олимпия. Мощни земетресения през 522 и 551 година довършват онова, което останало . Болшинството запазени до наши дни фрагменти от храма се съхраняват в Археологическия музей в Олимпия, а няколко фрагмента от фронтоните се намират в Лувъра, Париж.

## Архитектура
Храмът представлявал хипетрален храм (Ύπαιθρος; храм без покрив над средната част, където стояла статуята на божеството), а иначе е типичен периптерен храм с 6 колони по ширината храма и 13 по дължина. Като материал за строителството послужил варовик от Порос. Фундаментът, колоните и фреските на храма са открити и при разкопки, проведени през 1875 година под ръководството на немския археолог Ернст Курциус.
Храмът има размери 64 метра дължина и 28 м ширина. Източният фронтон е украсен със скулптурна група, която представя подготовката на състезанието с колесници между Пелопс и Еномей под погледа на Зевс, залегнало и в мита за създаването на самото светилище. Западният фронтон представя битка между лапити и кентаври, а метопите отпред и отзад изобразяват подвизите на Херакъл.
Статуята на Зевс, създадена около 435 г. пр.н.е. от Фидий, била поставена в дъното на храма. Според изворите е била висока около 12 метра и създавала впечатлението, че ако Зевс стане, ще разруши тавана. Била изработена от дърво, което било покрито с нежно-розова слонова кост, а дрехите на Зевс били от златни листа (т.нар. хризоелефантинна техника).
Масивният пиедестал с височина около 3,5 метра бил украсен с позлатени фигури на олимпийските богове и вероятно е изобразявал подобие на Олимп. Отгоре се намирал трон от злато и скъпоценни камъни с множество различни украшения от слонова кост и абанос. Статуята на Зевс била висока над 10 метра, а лицето му изразявало могъщество и родителско благоразположение. В лявата си ръка богът държал скиптър, увенчан с орел, а на протегнатата му дясна ръка стояла богинята Нике от злато и слонова кост. Както свидетелства Павзаний, на пръв поглед изглеждало невероятно, че статуята се побира в храма.
На колона в близост до храма е стояла богинята на победата Нике от Пеоний от пароски мрамор